# Iberoamericana
Iberoamericana. América Latina – España – Portugal ist eine interdisziplinäre Zeitschrift für Literaturwissenschaft, Geschichte und Sozialwissenschaften, die im Jahr 2001 gegründet wurde und mit drei Ausgaben pro Jahr erscheint. Sie wird vom Ibero-Amerikanischen Institut, dem GIGA Institut für Lateinamerika-Studien und dem Verlag Iberoamericana Vervuert herausgegeben.